# سازند زاگون
سازند زاگون از سازندهای زمین‌شناسی ایران در البرز با سن کامبرین پیشین است. نام این سازند برگرفته از روستای زاگون در شمال شرق تهران است و توسط آسرتو در سال ۱۹۶۳ معرفی شده است. ضخامت سازند زاگون در برش الگو ۴۵۳ متر بوده و شامل تناوبی از شیل‌های آهک‌دار و ماسه‌سنگ‌های میکادار و سنگ‌هایی به رنگ ارغوانی است.
سازند زاگون در البرز، آذربایجان، مهاباد، کبودرآهنگ و تکاب رخنمون دارد. در شمال سمنان، شهمیرزاد، دامغان، کاشمر و جنوب سبزوار نیز این سازند رخنمون دارد ولی به طور کلی گسترش این سازند در ایران مرکزی محدودتر از البرز است. در زاگرس این سازند در کوه دینار، کوه سبزو، کوه لاچین و کوه گره گسترش دارد.
ضخامت اندازه‌گیری شده سازند زاگون در برش‌های گوناگون، متفاوت است. به نظر یوهان اشتوکلین تغییر ضخامت سازند زاگون ناشی از تغییر رخساره جانبی و تبدیل آن به سازند باروت است. بخش زیرین سازند زاگون به دلیل داشتن گل‌سنگ و لای‌سنگ سرخ‌رنگ، ترک‌های گلی و قالب بلورهای تبخیری در یک محیط قاره‌ای خشک و به گمان قوی در یک محیط پلایایی انباشته شده است. سنگ‌های بخش بالایی این سازند، معرف محیط پیچان‌رودی است.